# Tweede Kamerverkiezingen 1998/Kandidatenlijst/SP
Dit is de lijst van kandidaten van de Socialistische Partij voor de Nederlandse Tweede Kamerverkiezingen van 6 mei 1998.

## De lijst

### Landelijke kandidaten
De kandidaten op de plaatsen 1 tot en met 13 en de nummer 15 waren in iedere kieskring gelijk. De SP haalde vijf zetels en de eerste vijf kandidaten op de lijst werden gekozen in de Tweede Kamer der Staten-Generaal (groen vinkje). In de periode tot de Tweede Kamerverkiezingen 2002 waren er geen tussentijdse vervangingen.
Jan Marijnissen, sinds 1994 fractievoorzitter van de SP in de Tweede Kamer, was voor de derde achtereenvolgende keer lijsttrekker van de SP.
| Plek | Naam                             | Woonplaats       | Stemmen | Gekozen |
| ---- | -------------------------------- | ---------------- | ------- | ------- |
| 1.   | Jan Marijnissen                  | Oss              | 251.311 | Vinkje  |
| 2.   | Remi Poppe                       | Vlaardingen      | 7.369   | Vinkje  |
| 3.   | Jan de Wit                       | Heerlen          | 6.394   | Vinkje  |
| 4.   | Agnes Kant                       | Doesburg         | 9.628   | Vinkje  |
| 5.   | Harry van Bommel                 | Amsterdam        | 2.005   | Vinkje  |
| 6.   | Marianne Langkamp                | Groningen        | 2.982   |         |
| 7.   | Chris van Heumen                 | Rotterdam        | 2.167   |         |
| 8.   | Josette Hermans                  | Amsterdam        | 1.092   |         |
| 9.   | Mariët Berendsen                 | Arnhem           | 982     |         |
| 10.  | Fenna Vergeer-Mudde              | Leiden           | 673     |         |
| 11.  | Bob Ruers                        | Utrecht          | 867     |         |
| 12.  | Diny de Veer-van den Meijdenberg | 's-Hertogenbosch | 691     |         |
| 13.  | Havva Çinar                      | Zoetermeer       | 756     |         |
|      |                                  |                  |         |         |
| 15.  | Mohammed Bidou                   | Gorinchem        | 284     |         |

### Regionale kandidaten
De kandidaten op plaatsen 14 en 16 tot en met 30 verschilden per cluster van kieskringen.
Kieskringen Groningen / Leeuwarden / Assen / Zwolle:
14. Peter Verschuren, 16. Elianne Sweelssen, 17. Willem Pepers, 18. Ronald Boorsma, 19. Mariska ten Heuw, 20. Jacqueline Gabriël, 21. Frans Baron, 22. Johan de Weijs, 23. Helga Hijmans, 24. Willy Lourensen, 25. Gijs Stavinga, 26. Johannes Saarloos, 27. Grietje Groenhof-Roede, 28. Peter de Jonge, 29. Fred Bommezijn, 30. Tiny Kox
Kieskringen Lelystad / Utrecht / Amsterdam / Haarlem / Den Helder:
14. Gerda Verwoort, 16. Jeannette de Jong, 17. Tanja van Woensel, 18. Jeannette van Westerloo-van de Noort, 19. Harm Bos, 20. Hilde van der Molen, 21. Helga Hijmans, 22. Frits Schoenmaker, 23. Jacqueline Gabriël, 24. Brenda Overbeek-van Keulen, 25. Paulus Jansen, 26. Mienk Graatsma, 27. Peter de Jonge, 28. Shantih Lalta, 29. Nico Schouten, 30. Tiny Kox
Kieskringen Arnhem / Nijmegen:
14. Hans van Hooft (sr.), 16. Leida Koenders, 17. Jan Burger, 18. Anja Buitenhuis, 19. Wout Doppenberg, 20. Helga Hijmans, 21. Cees de Jongh, 22. Paul Freriks, 23. Peter de Jonge, 24. Theo Rijks, 25. Jacqueline Gabriël, 26. Ben Karman, 27. Bea Spekman, 28. Peter Lucassen, 29. Willem Bouman, 30. Tiny Kox
Kieskringen 's-Gravenhage / Rotterdam / Dordrecht / Leiden:
14. Helga Hijmans, 16. Edith Kuitert, 17. Piet de Ruiter, 18. Gerard Harmes, 19. Hermien Steekers-van den Burg, 20. Peter de Jonge, 21. Henny Sneevliet-de Wit, 22. Lucie Pufkus, 23. Martin Kappers, 24. Jacqueline Gabriël, 25. Erik Meijer, 26. Agnes Molendijk, 27. Tiny Kox, 28. Shantih Lalta, 29. Fred Wezenaar, 30. Paul Jonas
Kieskringen Middelburg / Tilburg / 's-Hertogenbosch:
14. Tiny Kox, 16. Peter de Jonge, 17. Marga van Broekhoven, 18. Bernard Gerard, 19. Marian Schepers, 20. Hans Elzenga, 21. Ger Wouters, 22. Johan Kwisthout, 23. Susan de Boer, 24. Jean-Louis van Os, 25. Ger Klaus, 26. Roos Aerts, 27. Emile Roemer, 28. Willem van Meurs, 29. Jacqueline Gabriël, 30. Jules Iding
Kieskring Maastricht:
14. Peter van Zutphen, 16. Jacqueline Gabriël, 17. Riek Janssen, 18. Sjef Kleijnen, 19. Hennie de Vroome-de Haas, 20. Jeanny Berg-Lamers, 21. Wil Roeden, 22. Mieke van de Weijer-van den Berg, 23. Paul Geurts, 24. Helga Hijmans, 25. Sjraar van Avesaath, 26. Guido van de Luitgaarden, 27. Gijs Hanegraaf, 28. Peter de Jonge, 29. Paul Lempens, 30. Tiny Kox
1977 · 1981 · 1982 · 1986 · 1989 · 1994 · 1998 · 2002 · 2003 · 2006 · 2010 · 2012 · 2017 · 2021 · 2023
PvdA · CDA · VVD · D66 · AOV/U55+ · GroenLinks · Centrumdemocraten · RPF · SGP · GPV · SP · Senioren 2000 · Natuurwetpartij · NCPN · De Groenen · Vrije Indische Partij · Idealisten/Jij · NMP · Nederland Mobiel · Katholiek Politieke Partij · Het Kiezers Collectief · NSOV